# Leichtathletik-Weltmeisterschaften 2019/Teilnehmer (Kuwait)
| Gelbes Symbol für Goldmedaillen mit stilisierten Olympischen Ringen | Graues Symbol für Silbermedaillen mit stilisierten Olympischen Ringen | Braundes Symbol für Bronzemedaillen mit stilisierten Olympischen Ringen |
| ------------------------------------------------------------------- | --------------------------------------------------------------------- | ----------------------------------------------------------------------- |
| —                                                                   | —                                                                     | —                                                                       |

Der Leichtathletikverband von Kuwait nahm an den Leichtathletik-Weltmeisterschaften 2019 in Doha teil. Zwei Athleten wurden vom kuwaitischen Verband nominiert.

## Ergebnisse

### Männer

#### Laufdisziplinen
| Athlet                  | Disziplin    | Vorlauf | Vorlauf | Halbfinale | Halbfinale | Finale | Finale |
| Athlet                  | Disziplin    | Zeit    | Platz   | Zeit       | Platz      | Zeit   | Platz  |
| ----------------------- | ------------ | ------- | ------- | ---------- | ---------- | ------ | ------ |
| Yousef Karam            | 400 m        | 45,74 s | 21      | DNF        | DNF        | –      | –      |
| Yaqoub Mohamed al-Youha | 110 m Hürden | 13,43 s | 11      | 13,57 s    | 15         | DNQ    | DNQ    |